# Stock (企業)
株式会社Stock（Stock, Inc.）は、日本のソフトウェア企業。本社は、東京都中央区に所在する。
情報共有ツール「Stock」やナレッジ管理ツール「ナレカン」の開発・提供を行っている。

## 概要
2014年に野村総合研究所出身の澤村大輔が設立した。当初の社名は、「株式会社リンクライブ」だったが、2020年に現社名の「株式会社Stock」へ変更された。
主力製品の一つである情報共有ツール「Stock」は、2017年にβ版が公開され、2018年に正式版がローンチされた。中小企業や非IT企業を主なターゲットとし、チャットやタスク管理ではなく、ドキュメント中心の情報管理に特化している点が特徴とされる。
また、同年には自社オウンドメディア「業務効率化ガイド」を開設し、業務改善に関する情報発信を行っている。
2024年には、大企業向けのナレッジ管理ツール「ナレカン」をα版としてリリースしている。

## 沿革
- 2014年 - 株式会社リンクライブを設立。
- 2017年 - 情報共有ツール「Stock」β版を公開。
- 2018年 - 「Stock」正式リリース。オウンドメディア「業務効率化ガイド」開設。
- 2019年 - ISO/IEC 27001認証を取得。
- 2020年 - 社名を「株式会社Stock」へ変更。DNX Venturesやマネーフォワードなどから総額1億円の資金調達を実施[5]。
- 2021年、週刊東洋経済「すごいベンチャー100」に選出[6][7]。
- 2022年 - 情報共有ツール「Stock」の導入企業数が10万社を突破し、事業拡大に伴い、東京都中央区東日本橋に本社を移転。
- 2023年 - 「ISO/IEC 27017（クラウドセキュリティ）認証」を取得。
- 2024年 - 大企業向けのナレッジ管理ツール「ナレカン」α版を公開。情報共有ツール「Stock」の導入企業数が20万社を突破。